# Negeta novaeguineensis
Negeta novaeguineensis är en fjärilsart som beskrevs av Embrik Strand 1917. Negeta novaeguineensis ingår i släktet Negeta och familjen trågspinnare. Inga underarter finns listade i Catalogue of Life.